# Кирил Геник
Кирил Геник е канадски украинец, имиграционен агент, активен деец на украинската общност в Канада. Включен е в списъка на личностите от национално историческо значение на Канада.

## Биография
Кирил Геник е роден през в с. Нижни Березов в историческата област Галиция в Австрийската империя (дн. в Косовски район, Ивано-Франковска област, Украйна) в семейството на Иван Геник, кмет на селото, и Анна Перцович. Геник завършва начално училище в Коломия, а след това получава педагогическо образование в Станиславов (дн. Ивано-Франковск) и степен бакалавър в Лвов. Назначен е за учител в гр. Надвирна (Надворная) през 1879 г. Завръща се през 1882 г. в родното си село и основава училище. През 1882 Геник открива мелница за зърно, както и производствен кооператив, който нарича „Карпатская лавка“. През 1890 г. е избран за член на Градския съвет в Коломия.
Геник се запознава с Осип Олесков, който насърчава имигрирането на украинци в Канада. Олесков предлага на Геник да придружи и да увеличи втория контингент украинци при тяхното пътуване към Канада и да им помогне да се заселят. Геник заедно със съпругата си и с 4-те си деца се присъединява към група от 64 украинци, които пристигат в град Квебекна 22 юни 1896 г. Довежда своя контингент първо в Уинипег, а след това основават селище в Манитоба, наречено Стюартбърн, което се смята за първото поселение на украински заселници в Западна Канада. През август Геник прави заявка за придобиване на ферма в Стюардбърн, но скоро променя мнението си и се премества в Уинипег.
Същия месец Олесков препоръчва Геник на канадското Министерство на вътрешните работи за имиграционен агент. През септември Геник става служител на Министерството като преводач на повикване. В работата си като имиграционен агент Геник се среща с нови украинско-канадски имигранти в гр. Квебек, насърчава ги да използват английския език и да се разделят с традиционните си навици, като им става съветник в случай на нужда. Работата му драматично нараства с рязкото увеличение на украинската имиграция в Канада – до такава степен, че фактически през 1898 г. Геник става платен служител на канадското правителство на пълно работно време. По този начин той става първият украинец на държавна служба в Канада.
През 1899 г. в своя дом Геник основава читалня „Тарас Шевченко“. Основава през 1903 г. и „Канадски фермер“ (Canadian farmer) – първия вестник на украински език в Канада. Макар и да не е религиозен, Геник вярва, че украинското православие трябва да бъде независимо, както от гръцкото, така и от руското православие. През 1903 – 1904 г. основава Независима гръцка църква в сътрудничество с пастори от презвитерианската църква. През 1911 г., след като подкрепяната от Геник Либерална партия губи изборите, той губи работата си, след което работи в обществената сфера. Известно време живее в Съединените щати, но в края на живота си се връща в Уинипег, където почива на 12 февруари 1925 година.
До смъртта си Геник става толкова популярен в украинско-канадската общност, че е известен като „цар на Канада“.